# 자와호랑이
자와호랑이(인도네시아어: Harimau jawa)는 인도네시아 자와섬에 살았던 호랑이의 아종이다. 자와섬에 분포한다. 전체길이 2.3m 정도이며 털 색깔은 수마트라호랑이와 비슷한데, 뺨과 귀의 안쪽 털이 두드러지게 길다. 1980년대 사냥과 서식지 파괴로 인해 멸종된 것으로 알려져 있다. 1950년대에 25마리 미만이 야생에서 서식하고 있다고 알려져 있었다. 1972년 마지막으로 관찰되었으며, 1979년 3마리가 생존해있다는 흔적을 찾았다. 자와섬 서부에 소수가 생존해 있을 가능성은 있으나, 1990년대 이후 발견되지 않고 있다.

## 같이 보기
- 호랑이
- 홀로세 멸종